# Web 3.0
Web 3.0 — концепция, ориентированная на развитие интернет-технологий, сформулированная руководителем Netscape.com Джейсоном Калаканисом (англ. Jason Calacanis) в продолжение концепции Web 2.0 Тима О’Райли. Её суть в том, что Web 2.0 (являющийся в свою очередь переосмыслением Web 1.0) подразумевает обеспечение понимания информации в Web в первую очередь человеком, а Web 3.0 обеспечит взаимодействие и понимание данных в Web компьютерными системами.
Определение было опубликовано в личном блоге Калаканиса 10 марта 2007 года. Калаканис отметил, что Web 2.0 позволил быстро и практически бесплатно использовать значительное количество мощных интернет-сервисов с высокими потребительскими качествами, что привело к появлению огромного количества однообразных ресурсов, и, как следствие, обесцениванию большинства из них. Идея в том, что на основе Web 2.0 должна возникнуть новая платформа — не столько технологическая, сколько социокультурная, используемая профессионалами для создания интересного, полезного и качественного контента. В качестве примера тенденции к переходу от Web 2.0 к Web 3.0 Калаканис приводит немецкий раздел Википедии, который по мере наполнения контентом прибегает к закрытию на редактирование неопытными участниками качественных статей, вводит рецензирование статей силами профессиональных редакторов.
Одной из трактовок термина Web 3.0 является соотнесение его с семантической паутиной. Главная мысль этой концепции базируется на внедрении метаязыка, описывающего содержание сайтов для организации автоматического обмена между серверами. Описательные механизмы семантической паутины действительно разработаны (RDF, DAML, OIL, OWL), однако на этапе обработки и вывода информации появляется ряд проблем:
- необходимость дополнительных затрат для создания семантической версии каждого сайта, что делает технологию значительно менее доступной;
- отсутствие гарантии адекватного описания веб-мастерами собственных ресурсов (аналогично с историей использования тега «keywords»);
- невозможность принятия единого формата описания свойств ресурсов в условиях существующей конкуренции из-за корпоративно-рекламной политики создателей ресурса и наличия широкого поля для манипуляций описательными механизмами.

Автор концепции «Web 2.0» Тим О’Райли предложил определять Web 3.0 как «взаимодействие интернета с физическим миром». Он также неоднократно выступал с критикой отождествления семантической паутины и концепции Web 3.0.